# Xavier Benguerel i Llobet

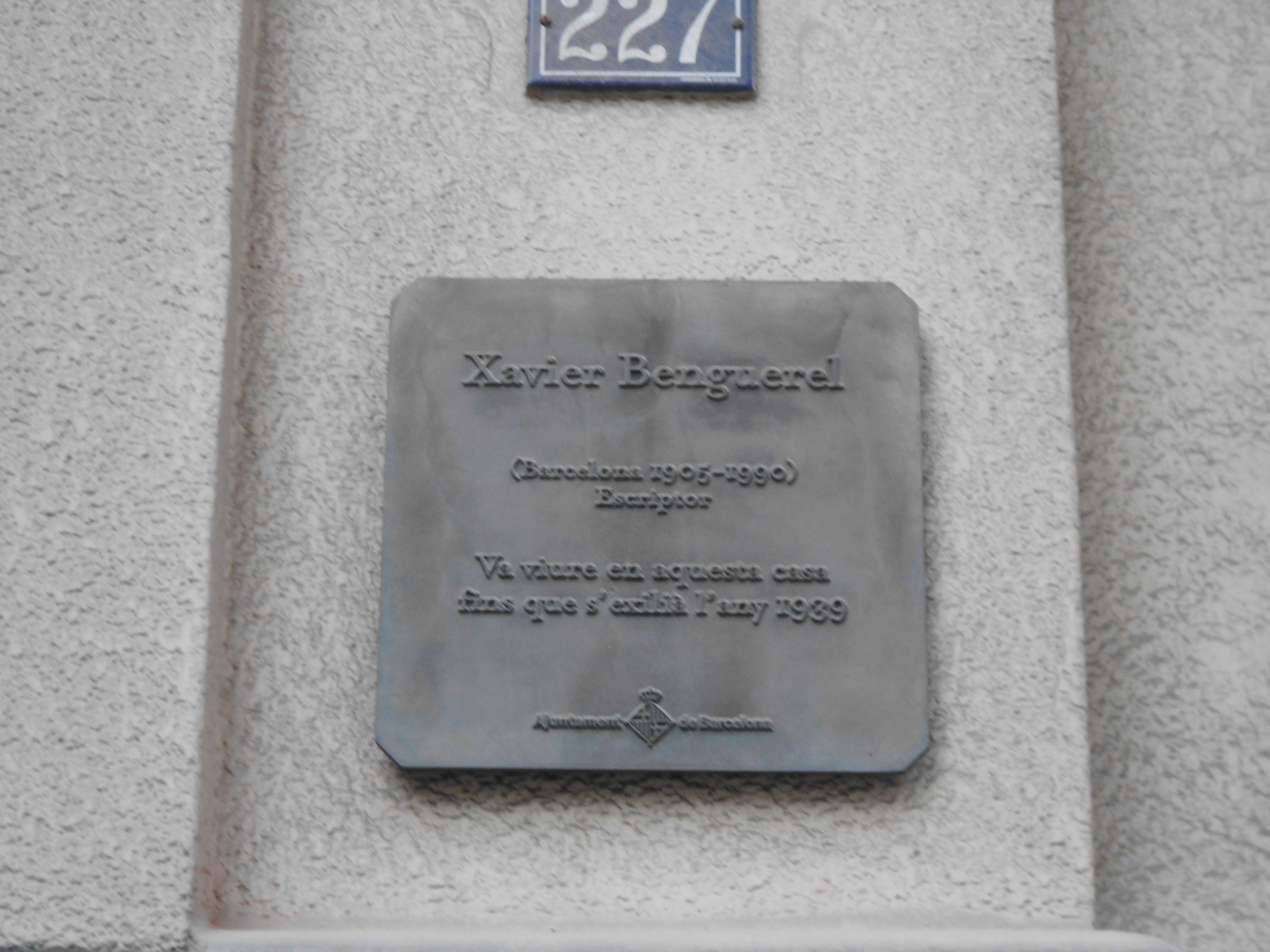
Placa a la Rambla del Poblenou, cantonada carrer de Pallars, casa on va viure Xavier Benguerel fins que s'exilià el 1939.

Xavier Benguerel i Llobet (Barcelona, 3 d'agost de 1905 - 19 de desembre de 1990) va ser un escriptor català. Va rebre el 1988 el Premi d'Honor de les Lletres Catalanes.

## Vida
Nascut i resident al barri del Poblenou de Barcelona dins d'una família de gravadors tèxtils. El seu barri va ser l'escenari principal de moltes de les seves obres. Als cinc anys, entra a l'Escola de l'Aliança del Poblenou i, dels set als deu, al col·legi dels Germans de la Doctrina Cristiana, de Manlleu. L'orientació cristiana de la seva educació, malgrat que “l'influeixen més les històries dels seus companys que no pas els germans de les Escoles Cristianes", queda reflectida en alguna de les seves obres com El Testament (1955), on a través d'una temàtica de preocupació moral va intentar crear el gènere de la novel·la catòlica catalana. Als deu anys, ingressa a les Écoles Françaises de la Gran Via de Barcelona cosa que li permeté conèixer a fons la llengua francesa i posteriorment fer traduccions acurades de clàssics com La Fontaine. Als quinze anys, publica en català un conte, "El mar", al diari La Publicitat.
L'any 1924, amb Salvador Roca, edita la revista Poble Nou. Participà per primera vegada als Jocs Florals de Barcelona de 1927. El 1929, debuta en la novel·la catalana amb la publicació de Pàgines d'un adolescent, que li va merèixer el premi Les Ales Esteses.
El 1930, es casa amb Rosa Godó i Gabarró, amb qui té dos fills, Xavier, conegut compositor català contemporani, i Leopold, que va continuar la indústria farmacèutica iniciada pel seu pare a Xile. Fins al 1939, va viure a la Rambla del Poblenou, 104.
El 1936, Xavier Benguerel s'encarrega d'uns serveis administratius de la Institució de les Lletres Catalanes. Durant la Guerra Civil, i a les ordres del comissari de propaganda i escriptor Rafael Tasis, redactà textos propagandístics d'exaltació al combat. A l'exili, en els primers mesos a França, coincideix amb els escriptors Pere Calders, Mercè Rodoreda, Anna Murià o Joan Oliver (Pere Quart), amb aquest darrer mantindrà una llarga relació epistolar i una relació d'amistat que s'acabarà refredant anys després per divergències ideològiques i d'altres tipus.
Gràcies al Servei d'Evacuació dels Refugiats Espanyols, es va embarcar cap a Buenos Aires amb destinació final a Santiago de Xile. Gràcies a alguns coneixements en farmàcia hi crea el Laboratorio Benguerel, SL. que li proporciona grans beneficis econòmics i la possibilitat de dedicar-se a la literatura de manera professional.
Durant l'exili va publicar Sense retorn i La màscara i el 1947 va fundar l'editorial El Pi de les Tres Branques –juntament amb Joan Oliver– a Santiago de Xile. El 1954 torna a Catalunya. El 1955 crea amb l'escriptor i editor de la seva mateixa ideologia catòlica Joan Sales El Club dels Novel·listes, on publica el primer volum de la col·lecció amb la novel·la El testament. Van seguir altres obres seves de gran èxit com Gorra de plat. El Club dels Novel·listes edita també Mercè Rodoreda, Llorenç Villalonga, Maria Aurèlia Capmany, Joan Sales, Ramon Folch i Camarasa.
El 1974 va obtenir el Premi Planeta per l'obra Icària Icària (publicada simultàniament en català i castellà), on recrea l'ambient anarquista del Poblenou abans de la guerra.
L'any 1988 va ser guardonat amb el Premi d'Honor de les Lletres Catalanes i va publicar la seva darrer novel·la, I tu que?
També ha conreat altres gèneres literaris, com la poesia, el teatre, el guió per a televisió i les memòries. Ha traduït Edgar Allan Poe, Paul Valéry, Pablo Neruda, Paul Verlaine, Arthur Rimbaud, Stéphane Mallarmé, Charles Baudelaire i totes les faules de La Fontaine.
Xavier Benguerel morí a Barcelona, el 19 de desembre de 1990, en plena transformació del barri obrer del Poblenou i de la façana marítima de la ciutat de Barcelona a causa dels Jocs Olímpics de 1992, transformació que ell va lamentar públicament.

## Obra
L'estil de les obres de Xavier Benguerel és clàssic i de fàcil lectura. La temàtica de les seves obres incideix en els conflictes morals i en la vida quotidiana i presta especial atenció al món laboral.
El seu fons personal i literari és a la Biblioteca de Catalunya.

### Novel·la
- Pàgines d'un adolescent (1929)
- La vida d'Olga (1930)
- El teu secret (1934)
- Suburbi (1936), de marcat caràcter psicològic
- L'home dins el mirall (1951)
- La família Rouquier (1953), premi Joanot Martorell
- El testament (1955), història d'amor i d'odi en un matrimoni de fabricants
- Els fugitius (1956), novel·lització del seu exili
- El viatge (1957)
- Sóc un assassí (1957)
- L'intrús (1960)
- El pobre senyor Font (1964)
- La prova del foc (1967)
- Gorra de plat (1967), narra l'evolució d'una empresa comercial a través dels esdeveniments històrics contemporanis
- Els vençuts (1969), refeta del llibre Els fugitius[5]
- 1939 (1973)
- Icària, Icària (1974), premi Planeta, sobre l'aventura utòpica de Cabet
- Llibre del retorn premi de la Crítica Serra d'Or 1978
- Sempre és demà (1978)
- Apassionata, complicada història d'amor, per la qual li fou concedida la Lletra d'Or
- I tu qui ets? (1988)

### Poesia
- Poemes (1934)

Poemes presentants als Jocs Florals de Barcelona
- A una gentil mestressa (1927)
- Solitud (1927)

### Contes
- L'home i el seu àngel (1937)
- Sense retorn (1939)
- Fira de desenganys (1942)
- El desaparegut (1955)

### Teatre
- El casament de la Xela (1937), premi Ignasi Iglésias 1936.
- La Màscara (1947), comèdia unanimista d'ambient suburbà
- El Testament (1960), versió teatral de la novela

### Recopilacions
- Obres completes (primer volum, 1967) reelaborà estilísticament la seva producció inicial.
- L'absent, recull revisat de textos dispersos d'èpoques anteriors.
- Aniversari (1987), recopilació de poesies escrites entre 1925 i 1985
- Epistolari (1999), obra postuma, recopilació de les seves cartes amb Joan Oliver

### Memòries
- Memòries. 1905-1940 (1971. Reedició L'Avenç, 2008)
- Memòria d'un exil. Xile 1940-1952 (1982)